# Ceropegia turricula
Ceropegia turricula är en oleanderväxtart som beskrevs av Eileen Adelaide Bruce. Ceropegia turricula ingår i släktet Ceropegia och familjen oleanderväxter. Inga underarter finns listade i Catalogue of Life.